# Conus fuerteventurensis
Espèce
Conus fuerteventurensis est une espèce fossile de mollusques gastéropodes marins de la famille des Conidae.

## Taxonomie

### Publication originale
L'espèce Conus fuerteventurensis a été décrite pour la première fois en 2018 par les malacologistes José Luis Vera-Peláez (d) et Esther Martín González (d) dans « Zootaxa »,.